# Vega de Tirados
Vega de Tirados is een gemeente in de Spaanse provincie Salamanca in de regio Castilië en León met een oppervlakte van 28,11 km². Vega de Tirados telt 180 inwoners (1 januari 2016).

## Demografische ontwikkeling
Bron: INE, 1857-2011: volkstellingen